# Bajad
I Bajad (mongolo: Баяд; in russo: Баяты, Bajaty) o Bayid erano un importante clan dell'impero mongolo, si trovavano sia fra i popoli mongoli che quelli turchi. All'interno dei mongoli il clan si era sparpagliato tra halh, buriati, oirati e mongoli della Mongolia Interna. 

## Storia
I bajad derivavano dalle tribù hėėrijn (Хээрийн Баяд) e židijn (Жидийн Баяд), che abitavano le valli del Sėlėngė e del suo affluente Džida (Джида). Ebbero un ruolo influente all'interno dell'impero mongolo e divennero in seguito parte dei "quattro alleati" oirati.

## Popolazione
I bajad risiedono nei sum di Baruunturuun, Hjargas, Malčin, Tės e Zùùngov',  nella provincia dell'Uvs; nella capitale Ulan Bator, nelle città di Erdenet e Darhan; nelle province di Sėlėngė e  Tôv. Ammontavano a 50.824 al censimento del 2000 .